# Christa Wolf
Christa Wolf, nata Christa Ihlenfeld (Landsberg an der Warthe, 18 marzo 1929 – Berlino, 1º dicembre 2011), è stata una scrittrice tedesca.

## Biografia
Nata nell'attuale Polonia, trascorre l'infanzia e l'adolescenza sotto i dogmi di Hitler e, come tutte le ragazze della sua età, viene inquadrata nella corrispondente formazione giovanile nazista, lo Jungmädelbund. Terminata la seconda guerra mondiale, vive l'odissea dei profughi provenienti dalla parte orientale del Terzo Reich di fronte all'avanzata dell'esercito sovietico. A soli 20 anni si iscrive al Partito Socialista Unificato di Germania (SED), che il 7 ottobre 1949 presiede alla fondazione della Repubblica Democratica Tedesca (DDR). Studia germanistica all'Università di Jena con il prof. Hans Mayer e discute una tesi su Hans Fallada. Nel 1951 sposa lo scrittore Gerhard Wolf. Dopo il matrimonio Christa firma e viene conosciuta non con il proprio cognome di origine ma con quello del marito. Dal 1962 lavora come critica letteraria presso la "neue deutsche literatur" (ndl), rivista della Deutscher Schriftstellerverband, l'unione degli scrittori della DDR.
Durante gli anni cinquanta la giovane scrittrice crede con fermezza nella missione anche politica della letteratura e, soprattutto, segue impavida i diktat del "realismo socialista", stroncando, basti leggere i suoi interventi sulle riviste letterarie dell'epoca, tutto ciò che esula dal tipico e dall'esemplare. Nel 1955 un primo viaggio nell'Unione Sovietica correda la formazione della critica letteraria. Sono anni, questi, molto travagliati per la DDR: la città di Berlino, la cui parte Est è la capitale della Germania Orientale, diventa - con l'inizio della guerra fredda - il centro della contrapposizione in blocchi; a livello nazionale pesano poi sia i gravosi risarcimenti di guerra a Mosca sia il flusso migratorio verso Occidente che dissangua con il tempo la "zona di occupazione sovietica" della forza lavoro più qualificata; internamente trionfa lo stalinismo e la segreteria di Ulbricht soffoca la popolazione con il primo piano quinquennale di pianificazione economica a passi accelerati.
L'esperienza di lavoro presso una fabbrica di vagoni ferroviari dà origine alla stesura del romanzo sulla divisione della Germania che la pone al centro dell'attenzione della critica internazionale: Il cielo diviso (Der geteilte Himmel, 1963). Nel 1963 le viene assegnato il premio Heinrich Mann e nel 1964 il romanzo riceve una riduzione cinematografica per il cinema dal regista Konrad Wolf.
Negli anni seguenti uscirono diverse nuove opere di Christa Wolf, tra le quali le più importanti sono: Riflessioni su Christa T. (Nachdenken über Christa T., 1968), che affronta il disagio dell'individuo all'interno di una società dirigistica e omologante, Trama d'infanzia (Kindheitsmuster, 1976), con il quale si confronta con il passato hitleriano, Cassandra (Kassandra, 1983) e Medea. Voci (Medea. Stimmen, 1996); quelli dedicati alla veggente troiana e alla donna della Colchide si segnalano per il tema comune dell'antichità mitica della Grecia classica. Il ritorno al mito permette al lettore, soprattutto tedesco-orientale, di entrare in contatto con temi arcaici trattandoli alla luce di uno sguardo femminile e, per quanto riguarda Medea, anche di nuove (o pretese tali) scoperte archeologiche e filologiche sulla figura della protagonista.
Particolarmente interessante è un breve testo, Che cosa resta (Was bleibt, 1990) che viene pubblicato a pochi mesi dalla caduta del Muro di Berlino e in piena campagna elettorale. Il libro, che parla - con espliciti riferimenti autobiografici - di una donna, una scrittrice famosa, sorvegliata dalla Stasi, provoca un boomerang perché, da quel momento, esplode una campagna denigratoria molto violenta, soprattutto ad opera della stampa occidentale, ai danni della Wolf. Alcuni recensori vedono le dichiarazioni di chi vuole presentarsi come vittima: la critica parte dall'opinione che la denuncia nei confronti di Honecker e della dittatura sarebbe stata chiara, ma troppo tardiva.
Nel 2002 è apparso il testo Un giorno all'anno. 1960-2000 che raccoglie le pagine di diario scritte ogni 27 settembre lungo tutti quegli anni. Dal testo emergono i conflitti interiori e l'analisi lucida della società tedesca fino all'unificazione ed oltre. Il testo è molto interessante anche per ciò che Christa Wolf racconta a proposito della propria attività di scrittrice: dubbi e riflessioni nel lavoro quotidiano sui propri testi. L'ultimo libro Con uno sguardo diverso (2005 in Germania, 2008 in Italia), raccoglie otto racconti che spaziano dalla sperimentazione letteraria alla forma diaristica (vengono presentate le pagine del 27 settembre 2001) fino alla toccante scomposizione della propria vita coniugale.
Christa Wolf muore il 1º dicembre 2011 all'età di 82 anni e viene sepolta a Berlino presso il cimitero di Dorotheenstadt.
(Christa Wolf, Trama d'infanzia)

## Vita pubblica e critica letteraria
Come Wolf Biermann, anche Christa Wolf era una convinta socialista ed ebbe un ruolo attivo all'interno della vita politica del suo paese e nel Partito Socialista Unificato di Germania. Sebbene talvolta si dimostrasse critica nei confronti del Governo (protestò fortemente contro la privazione della cittadinanza per Wolf Biermann), non ha mai posto in discussione la possibilità della prospettiva socialista. Per questo venne duramente criticata in Germania.
Nel 1993 emerse - in seguito all'apertura degli archivi della DDR dopo l'unificazione tedesca - la notizia della collaborazione della scrittrice con la Stasi fra gli anni 1959-1962. In realtà, nonostante alcune polemiche che seguirono, anche in Italia, il fatto fu notevolmente ridimensionato dato che dagli stessi archivi emergeva (in data 24 novembre 1959) che l'informatrice manifestava un "crescente riserbo" nei confronti della polizia tanto da indurre i servizi a chiudere i rapporti con lei perché da considerarsi infruttuosi. La polizia notava oltretutto che non c'era nessuna differenza fra le opinioni espresse in pubblico e nel privato sui colleghi scrittori e che non si poteva ottenere da lei nessun tipo di delazione.
Famoso rimase il suo appello ai concittadini della Repubblica Democratica Tedesca (DDR) pronunciato l'8 novembre 1989, affinché non lasciassero il paese. Quando la DDR aprì i confini con la Cecoslovacchia il 3 novembre del 1989 molti cittadini avevano lasciato la Germania dell'Est cercando rifugio nell'Ovest. Nel notiziario serale della televisione tedesco-orientale Christa Wolf si rivolse con un solenne appello ai cittadini della DDR.
La sorprendente apertura dei confini dello Stato la sera del 9 novembre fa tremare e cambia tutto: l'appello della notte precedente risulta quindi inutile.
Soprattutto dopo la riunificazione tedesca, le opere di Christa Wolf hanno dato luogo a molte controversie. La critica della Germania occidentale rinfaccia alla scrittrice di non aver mai criticato l'autoritarismo del regime della Germania orientale (così, per es., Frank Schirrmacher). Altri hanno parlato di opere intrise di "moralismo". I suoi difensori hanno invece riconosciuto il ruolo svolto dalla scrittrice nel far emergere una voce letteraria della Germania orientale.
Con la sua monografia sui primi romanzi di Christa Wolf, e con successivi saggi su quelli più tardi, Fausto Cercignani ha tentato di separare la produzione narrativa della scrittrice dalle sue vicende politiche e personali. L'enfasi posta da Cercignani sull'eroismo delle protagoniste create da Christa Wolf ha favorito la nascita di altri studi sugli aspetti puramente letterari di questi romanzi.

## Opere tradotte in italiano
- 1960 - Pini e sabbia del Branderburgo
- 1963 - Il cielo diviso
- 1968 - Riflessioni su Christa T.
- 1974 - Sotto i tigli
- 1976 - Trama d'infanzia
- 1979 - Nessun luogo. Da nessuna parte
- 1983 - Cassandra
- 1983 - Premesse a Cassandra
- 1987 - Guasto
- 1989 - Recita estiva
- 1992 - Nel cuore dell'Europa
- 1994 - Congedo dai fantasmi
- 1996 - Medea. Voci
- 1999 - L'altra Medea
- 2002 - In carne e ossa
- 2003 - Un giorno all'anno. 1960-2000
- 2005 - Con uno sguardo diverso
- 2009 - Che cosa resta
- 2011 - La città degli angeli
- 2012 - August
- 2015 - Epitaffio per i vivi. La fuga
- 2015 - Parla, così ti vediamo. Saggi, discorsi, interviste

## Opere
- 1961 - Moskauer Novelle
- 1963 - Der geteilte Himmel
- 1968 - Nachdenken über Christa T.
- 1972 - Lesen und Schreiben, Aufsätze und Betrachtungen
- 1972 - Till Eulenspiegel
- 1974 - Unter den Linden, Drei unwahrscheinliche Geschichten
- 1976 - Kindheitsmuster
- 1979 - Kein Ort. Nirgends
- 1979 - Fortgesetzter Versuch, Aufsätze, Gespräche, Essays
- 1980 - Geschlechtertausch, Drei Erzählungen, zus. m. Sarah Kirsch und Irmtraud Morgner
- 1980 - Lesen und Schreiben, Neue Sammlung
- 1983 - Kassandra, Erzählung
- 1983 - Voraussetzungen einer Erzählung: Kassandra Frankfurter Poetik-Vorlesungen
- 1985 - Ins Ungebundene gehet eine Sehnsucht. Gesprächsraum Romantik. Prosa. Essays, zus. m. Gerhard Wolf, 1985
- 1986 - Die Dimension des Autors, Essays und Aufsätze, Reden und Gespräche. 1959 - 1985
- 1987 - Störfall, Nachrichten eines Tages, 1987
- 1988 - Ansprachen
- 1989 - Sommerstück
- 1990 - Was bleibt, Erzählung, 1990 (entstanden 1979)
- 1990 - Reden im Herbst
- 1993 - Sei gegrüßt und lebe, Eine Freundschaft in Briefen, 1964-1973. Christa Wolf und Brigitte Reimann
- 1994 - Auf dem Weg nach Tabou, Texte 1990-1994
- 1995 - Christa Wolf und Franz Fühmann. Monsieur - wir finden uns wieder. Briefe 1968-1984
- 1996 - Medea. Stimmen
- 1999 - Hierzulande Andernorts, Erzählungen und andere Texte 1994-1998
- 2002 - Leibhaftig, Erzählung
- 2003 - Ein Tag im Jahr. 1960-2000,
- 2005 - Mit anderem Blick, Erzählungen
- 2008 - Ins Ungebundene gehet eine Sehnsucht: Projektionsraum Romantik
- 2010 - Stadt der Engel oder The Overcoat of Dr Freud